# فيسيلكي
فيسيلكي (بالروسية: Выселки) هي مدينة في مقاطعة كراسنودار كراي في روسيا.